# Лепет
Ле́пет, или «лепетная речь», — стадия доречевого развития ребёнка, следующая за гулением и предшествующая появлению первых слов и фраз. Появляется примерно в конце первого — начале второго полугодия жизни ребёнка и длится до конца первого года.
Представляет собой слогоподобные вокализации (типа /та-та-та/, /ба/, /ма/ и т. п.), с помощью которых ребёнок выражает свои желания и требования или просто «играет» со звуками голоса. Часто лепет сопровождает предметно-манипулятивную деятельность ребёнка и активизируется в ответ на обращённую к нему речь взрослого. Постепенно слоговые цепочки становятся всё более разнообразными: в их составе оказываются не только одинаковые, но и разнотипные слоги.
На первых этапах консонантный состав лепета разнообразен, хотя характер звуков и их число в последовательности не всегда легко определить. Со временем звуковой состав лепета обедняется, а составляющие его слогоподобные комплексы становятся более устойчивыми. Независимо от языкового окружения, наиболее частотные согласные в лепетной речи — /p, b, t, m, d, n, k, ɡ, s, h, w, j/. Наиболее часты слоги типа «согласный — гласный» с начальным смычным. При этом выявлена следующая закономерность: последовательность появления звуков в лепете (сначала губные согласные, потом переднеязычные и т.п.) аналогична последовательности появления звуков в словесной речи.
Более поздний этап (в возрасте 8,5—9 месяцев) — «модулированный лепет», или «мелодический лепет», когда ребёнок способен уже повторять интонацию и последовательности звуков как повторение речи взрослого. На этом этапе, пользуясь открытыми слогами, ребёнок уже начинает обозначать ими объекты внешнего мира.